# Kaple Staroměstské radnice
Kaple Staroměstské radnice je gotická kaple v Praze 1 na Starém Městě, ve čtyřicátých až sedmdesátých letech 14. století vestavěná do věže Staroměstské radnice.  V roce 1945 byla poničena, roku 1952 rekonstruována, ale odsvěcena. Roku 2007 byla znovu vysvěcena a příležitostně využívaná. V letech 2017–2018 proběhla generální rekonstrukce kaple. Nyní kaple slouží reprezentačním účelům pražského magistrátu, bohoslužby se v ní slouží příležitostně a vždy jedenkrát ročně 5. května přesně od 12 hodin 33 minut na památku vypuknutí Pražského povstání z roku 1945 (momentu, kdy začal rozhlas volat o pomoc).
Od roku 1978 je kaple součástí komplexu budov Národní kulturní památky Staroměstská radnice.

## Historie
Kaple byla projektována hned při založení radnice a její první (provizorní) oltář verze vysvěcen roku 1348, od roku 1350 v kapli sloužil stálý kaplan. Není jasné, zda byla v přízemí Velflinova domu nebo již v patře, a kdy se začal stavět arkýř. Definitivní kapli ke cti českých patronů a dalších svatých mučedníků 4. srpna roku 1381 vysvětil augustinián Hynek, titulární biskup vladimirský. Kaple byla poprvé zrušena (nikoliv zničena) v době husitské a obnovena za purkmistra Tomáška od Zlaté hvězdy roku 1481 ke cti Panny Marie a svatých dědiců českých. Protestanti v městské radě během 16. století opět bohoslužby v kapli zrušili. Po bělohorské bitvě zasedli v městské radě pouze katolíci a těm kapli roku 1624 vysvětil kardinál Arnošt Harrach. Za pruského obléhání Prahy v roce 1757 poškodila kapli jedna zbloudilá dělová koule. Obnovitelé z městské rady dali kapli vymalovat svými erby na stěnách a pořídili oltářní obraz Panny Marie. Potřetí byla kaple zrušena za Josefa II. roku 1783 s odůvodněním, že není veřejně přístupná. Malby na stěnách byly zabíleny, vitráže v oknech nahrazeny čirým sklem. Počtvrté opravena a vybavena byla kaple v letech 1854–1857. Barokní obraz svatého Vavřince z roku 1693 byl přestěhován do kostela sv. Vavřince na Petříně. Roku 1881 byla kaple znovu restaurována.    
V posledním dnu Pražského povstání 8. května 1945 byla kaple zásadně poškozena, zřícením krovu a krytiny věže byl stržen téměř celý arkýř kaple se všemi sochami a zbortila se horní deska oltářní menzy, část východní stěny kaple a vypadaly všechny vitráže. Podle lístku, nalezeného uvnitř oltářní menzy při rekonstrukci v roce 2017, byla kaple rekonstruována k 5. červnu 1952. Z ideologických důvodů však dále nesměla být užívána k liturgickým účelům.

## Architektura a její výzdoba
Kaple má obdélný půdorys, v ose Z-V řešený na šířku, je postavena z pískovcových bloků, zaklenutá pěti poli křížové klenby s žebry hruškového profilu, svedenými do figurálních konzol. Konzoly s hlavami monster mají mistrovské provedení a typiku tváří Parléřovy huti, podobně jako konzoly na vnějších stěnách arkýře. Vně má kaple pod římsou panelování – vlys z hrotitých okének a pod nimi tesané znaky. Sloupky v nároží jsou dole zakončeny maskarony s hlavami monster. Kaple je uzavřena samostatnou dlátkovou věží. Východní stěnu kaple osvětlují dvě gotická úzká okna s lomeným obloukem, kružby se čtyřlistem ve vrcholu jsou dílem novogotických úprav Josefa Krannera z roku 1854, z podstatné části byly vyměněny v roce 1952 a 2018. Mezi okna je vložen presbytář s oltářem uvnitř arkýře. Presbytář má podobu pětiosminového arkýře s kružbovými okny a věží ve tvaru osmibokého jehlance. Vně je na soklech pod baldachýny hran arkýře postaveno šest soch.

### Oltář
Původní oltářní menza se dochovala ve spodních partiích včetně přihrádky pro relikvie a tří relikvií. Horní deska byla zničena. Trojdílná novogotická archa podle návrhu Josefa Mockera a Františka Sequense má uprostřed obraz trůnící Panny Marie s Ježíškem, na křídlech sv. Ludmilu a Václava, na predele je malovaný veraikon nesený dvěma anděly. V nástavci je socha Krista Spasitele, sv. Petra apoštola a neurčené mučednice s palmovou ratolestí. Rám a dřevořezby vyřezal pravděpodobně Jan Kastner roku 1881. Oltář uložili radní před nálety v roce 1943 do sklepa, takže jej požár radnice nezničil. V roce 1952 byl vrácen do kaple, následně rozebrán na kousky a odložen na půdu radnice. V letech 2017–2018 restaurátoři oltář sestavili a vrátili do kaple. Sochy se z původního souboru dochovaly jen torzovitě. Na soklech ve vítězném oblouku kaple nebyly vráceny sochy svatých Jana Křtitele a Jana Evangelisty, nýbrž novogotické sochy sv. Anny a sv. Josefa.

### Sochy na arkýři
- Stojící Panna Marie s Ježíškem na levé paži, pískovcová socha z kaple z roku 1381 byla na vnější stranu arkýře osazená roku 1392; gotický originál byl před rokem 1938 předán do sbírek Muzea hl.m. Prahy. Kamenná kopie se z arkýře zřítila v květnu 1945. Sádrových kopií bylo v 19. století zhotoveno více. Jedna je v depozitáři Lapidária Národního muzea a byla prezentována na výstavě v Karolinu v roce 2015. Sochy světců pocházejí z 19. století:
- sv. Ludmila (podle gotického vzoru)
- sv. Václav
- sv. Vojtěch
- sv. Vít

### Znaková galerie
- Znaky tesané v pískovci, polychromované a zlacené: osazeny ve třech řadách pod sebou na jižní a východní stěně kaple a na arkýři. Nejvyšší řada pod římsou kaple obsahuje znaky státní a zemské (Svatá říše římská, České království, Markrabství moravské, Lucemburské vévodství, plamenná orlice svatého Václava), církevní (Pražské arcibiskupství, Vyšehradská kapitula) a pavézu se znakem Starého Města pražského. Druhá řada na úrovni poprsně arkýře sestává z 20 znaků konšelů, kteří zasedali v městské radě v letech 1365–1366 a pokračuje čtyřmi znaky na podnoži arkýře.
- Znaky malované na stěnách uvnitř kaple: 20 znaků konšelů, kteří zasedali v městské radě v letech 1365–1366, znaky konšelů z pozdějších rad. Poslední erby měly podle F. Ekerta patřit zachráncům kaple z roku 1757. Malby v roce 1991 restaurovali Jan a Antonín Hamsíkovi.[7]

Identifikace erbů znakové galerie a revize dosavadní datace představuje podle Martina Musílka klíč k předatování chronologie výstavby celé věže a jejích hodin do poloviny 14. století.

## Galerie

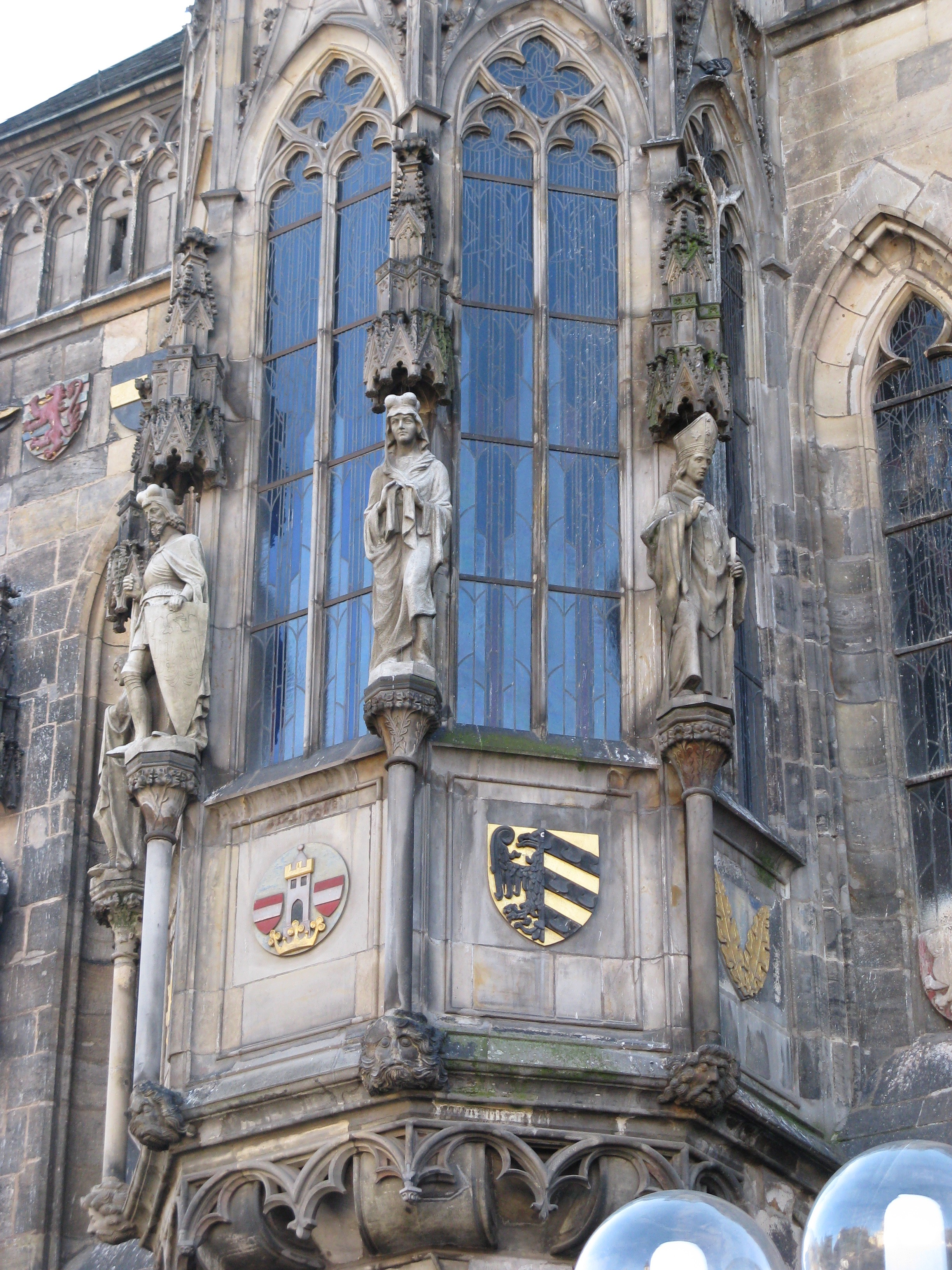
Arkýř kaple
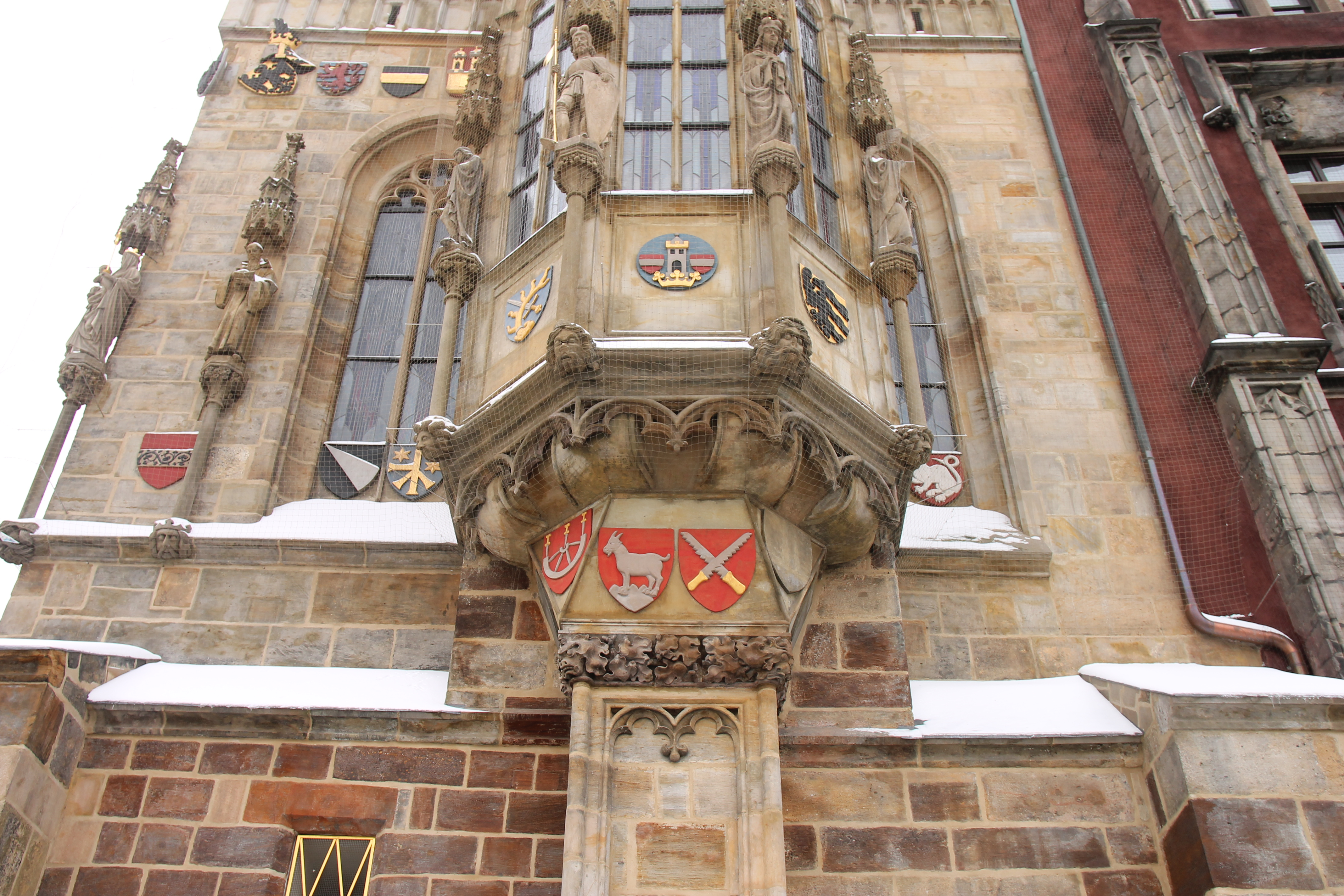
Znaky na arkýři
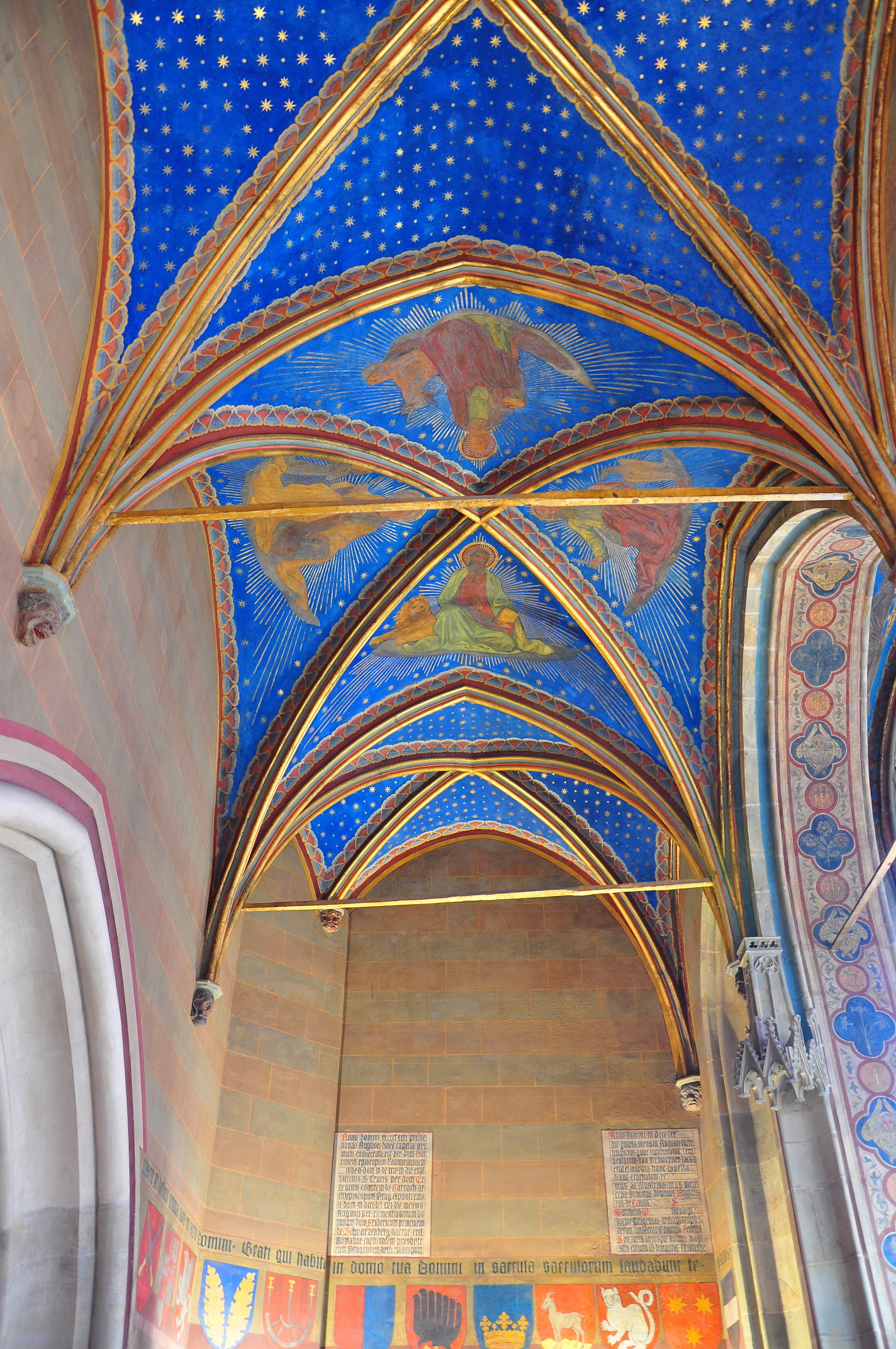
Klenby kaple
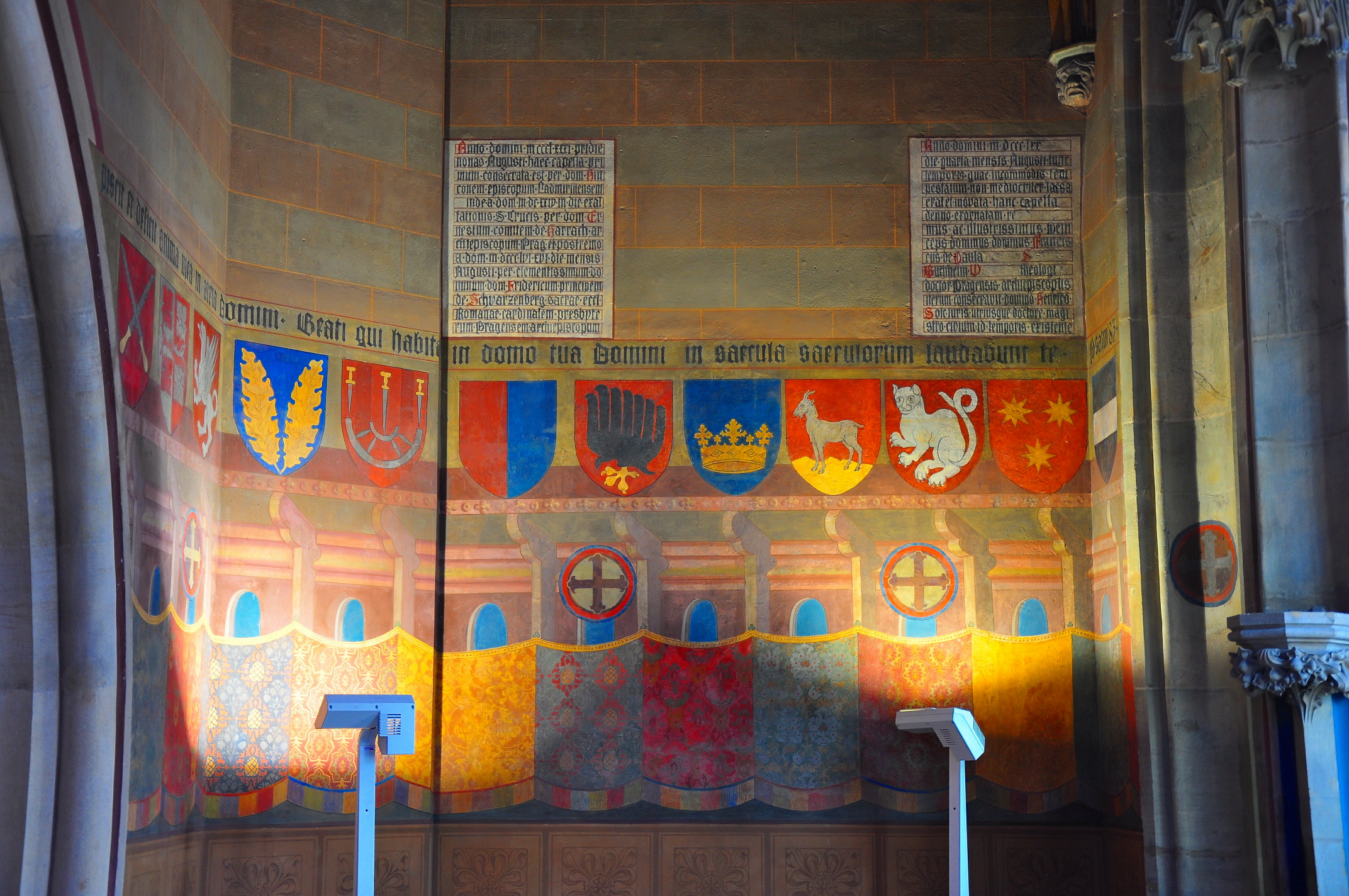
Znaková galerie na stěnách kaple
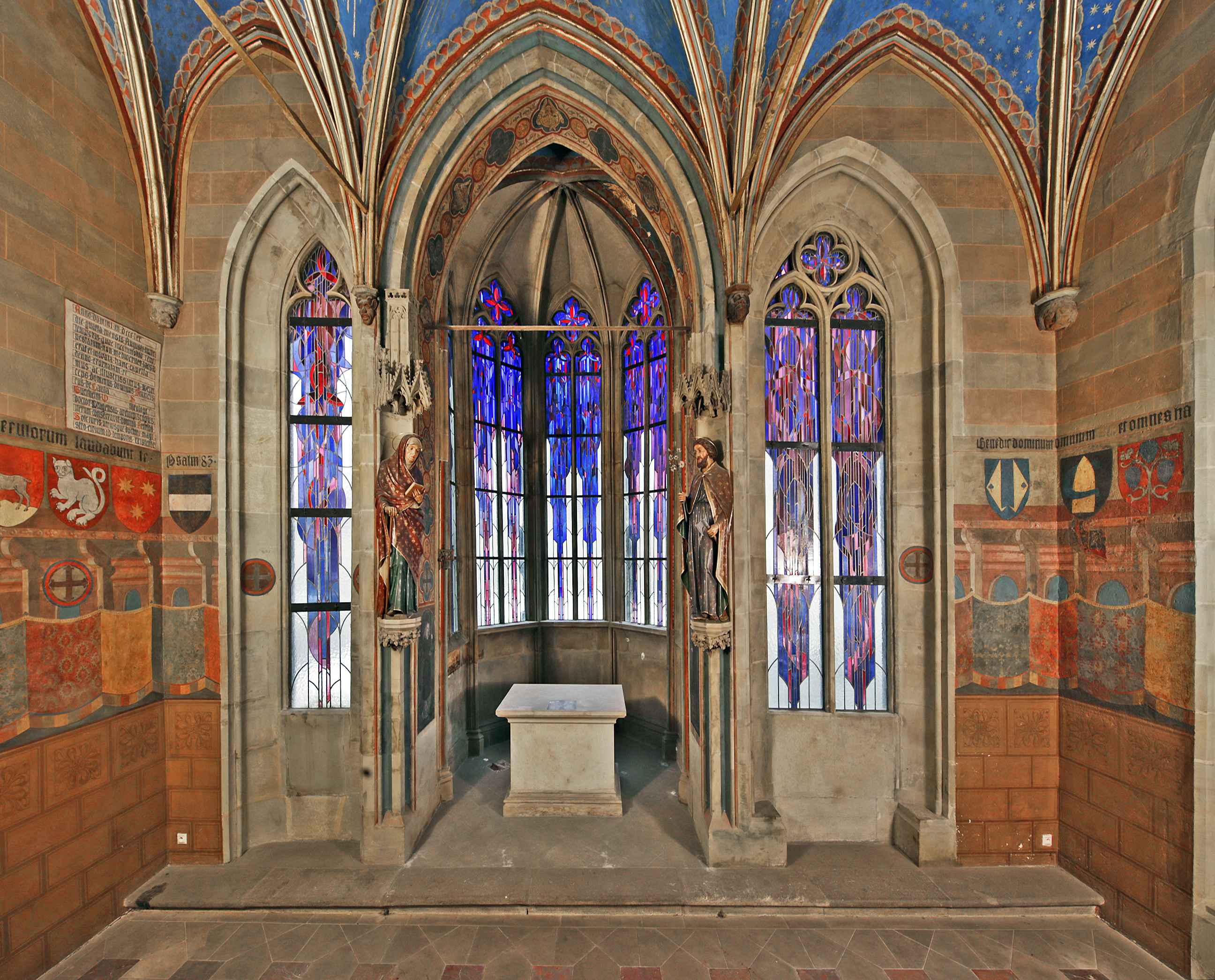
Arkýř kaple po rekonstrukci
Oltář po rekonstrukci
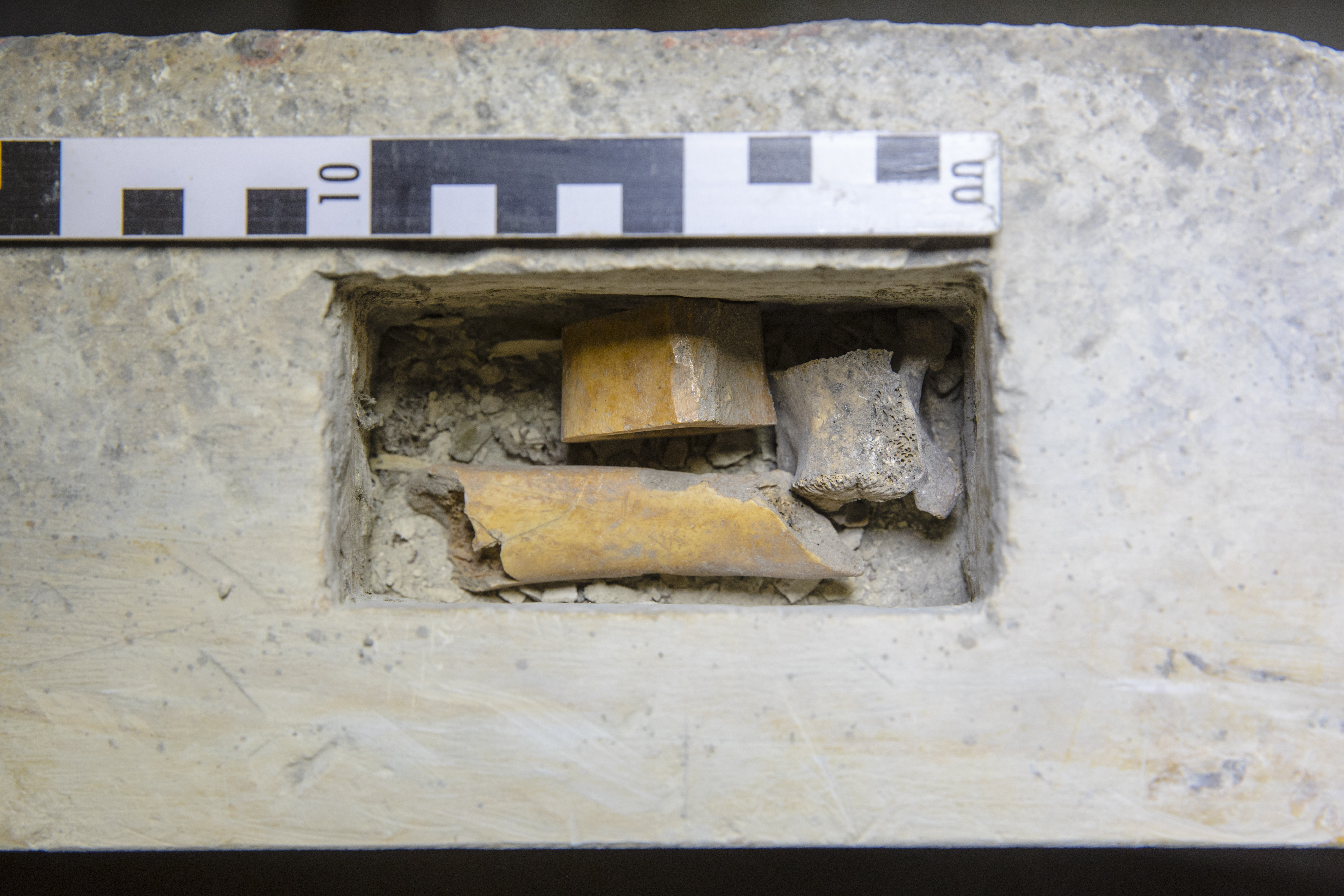
Relikvie v oltářní menze kaple